# Arthur Stanley, 5. Baron Sheffield

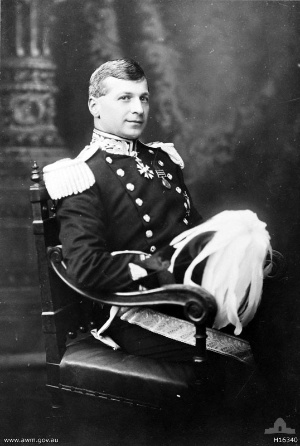
Sir Arthur Stanley (1915)

Arthur Lyulph Stanley, 5. Baron Sheffield (* 14. September 1875 in London, Vereinigtes Königreich; † 22. August 1931 ebenda), war ein britischer Politiker und von 1914 bis 1920 Gouverneur des australischen Bundesstaats Victoria.

## Leben
Er war der älteste Sohn des Edward Stanley, 4. Baron Sheffield, aus dessen Ehe mit Mary Katherine Bell, Tochter des Sir Isaac Bell, 1. Baronet. Er besuchte das Eton College, schloss 1902 ein Jurastudium am Balliol College der Universität Oxford als Master of Arts ab und wurde am Inner Temple als Barrister zugelassen. Als Captain der British Army kämpfte er im Zweiten Burenkrieg in Südafrika. 1905 heiratete er Margaret Evelyn Evans Gordon. Von 1906 bis 1910 war er als Abgeordneter der Liberal Party für den Wahlkreis Eddisbury in Cheshire Mitglied des House of Commons.
Er war High Sheriff von Anglesey, als ihm im November 1913 das Amt des Gouverneurs von Victoria angeboten wurde. Er nahm an, wurde im Januar 1914 zum Knight Commander des Order of St. Michael and St. George geschlagen, und kam im Februar 1914 in Melbourne an. Während seiner Amtszeit warb er in der Bevölkerung für den Kauf von Kriegsanleihen und den Kriegsdienst. 1917 bot er jedoch seinen Rücktritt an, da ihm das Amt zu wenig Aufgaben bereithielt; auch standen die australischen Minister ihm eher kritisch gegenüber und verbaten sich jegliche Einmischung. Das Colonial Office lehnte sein Gesuch jedoch ab und so blieb er bis zum 30. Januar 1920 im Amt.
Nach seiner Amtszeit kehrte er 1923 noch kurz nach Australien zurück und wurde Direktor der National Bank of Australasia and of the Australian Mercantile, Land & Finance Co. Im selben Jahr bewarb er sich vergeblich um einen Sitz im House of Commons. Beim Tod seines Vaters 1925 erbte er dessen Adelstitel 5. Baron Sheffield, 5. Baron Stanley of Alderley, 4. Baron Eddisbury und 11. Baronet, of Alderley Hall, und wurde Mitglied des House of Lords. Er starb am 22. August 1931 nach einer Operation an einer bakteriellen Infektion. Er hinterließ drei Töchter und zwei Söhne.